# Roméo Beney
Roméo Beney (* 19. Januar 2005 in Yverdon-les-Bains) ist ein Schweizer Fussballspieler. Er spielt als Stürmer für den FC Basel in der Schweizer Super League und ist aktuell an FC Stade Lausanne-Ouchy verliehen. Ausserdem bestritt er Spiele für verschiedene Schweizer Nachwuchsmannschaften.

## Vereinskarriere
Beney startete seine Jugendkarriere beim lokalen Club Yverdon Sport FC, wechselte aber schnell zur Jugendabteilung von FC Sion. Im September 2021 folgte der Wechsel zum FC Basel, wo er zuerst in der U-18 Mannschaft und ein Jahr später dann im Team der U-21 spielte. Diese spielten zu dieser Zeit in der Promotion League, der dritthöchsten Schweizer Spielklasse.
Anfang November 2023 besuchte der neue Basel-Cheftrainer Fabio Celestini das UEFA-Youth-League-Spiel zwischen Basel und Dinamo Zagreb. Beney zeigte ein gutes Spiel und erzielte den Siegtreffer, weswegen Celestini ihn zum Profitraining einlud. In Folge der langen Liste an Verletzten wurde Beney als Ersatz für das Spiel gegen Lugano im Cornaredo nominiert. In der 57. Minute wurde er dann auch eingewechselt. Nachdem sein erster Torschuss nur die untere Latte traf, verwandelte er die zweite Chance zu einem Tor und Basel gewann das Auswärtsspiel.
Am 9. Januar 2024 verkündete der FCB, dass Beney seinen ersten Profivertrag unterschrieben habe und nun Teil der ersten Mannschaft sei. Im Winter 2025 wechselt Beney per Leihe zu FC Stade Lausanne-Ouchy.

## Nationalmannschaft
Beney spielte seit 2021 auf verschiedenen Stufen für die Schweizer Juniorenteams. Sein erstes Spiel für die Schweizer U-17 war am 11. August 2021 gegen die italienische U-17. Als Auswechselspieler wurde er für zwei weitere Spiele im März 2022 nominiert. Im November desselben Jahres rückte er in die Schweizer U-18 ein, mit welcher er neun Spiele bestritt, das erste am 8. November gegen Spaniens U-18. In diesen Einsätzen erzielte er ein Tor, beim 2:2-Unentschieden gegen Belgiens U-18 am 22. März 2023.
Im Sommer 2023 rückte Beney ins Schweizer U-19 Team ein und hatte im folgenden Herbst fünf Auftritte in Freundschaftsspielen. Der erste am 9. September, als die Mannschaft gegen Englands U-19 spielte. Das englische Team ging zwei Mal in Führung und Beney schoss gleich zwei Mal den Ausgleichstreffer. Am Ende gewann das englische Team 4:2. Beney wurde in der 65. Minute ausgewechselt. Weiter erzielte Beney ein Tor beim 3:3 gegen die französische U-19 am 17. Oktober 2023.

## Leben
Beney ist durch seine Mutter von brasilianischer Abstammung. Sein Vater Nicolas Beney war auch ein Profifussballer, der zwischen 1997 und 2010 als Torhüter spielte. Seine jüngere Schwester Iman spielt für YB und das Schweizer Frauen-Nationalteam. Seine Tante Noémie Beney war auch Fussballspielerin.

## Erfolge
FC Basel
- Schweizer Meister: 2024/25